# Unkündbarkeit
Unkündbarkeit (in Österreich: Pragmatisierung) liegt im Arbeitsrecht vor, wenn für den Arbeitgeber eine ordentliche Kündigung des Arbeitsverhältnisses ausgeschlossen ist.
Arbeitsverhältnisse sind wie Miete, Pacht oder Leasing Dauerschuldverhältnisse, die unbefristet geschlossen werden und deshalb nur durch Kündigung beendet werden können. Die meisten Arbeitsverhältnisse unterliegen einer beiderseitigen Kündigungsmöglichkeit durch Arbeitgeber oder Arbeitnehmer. Davon geht auch die allgemein für alle Arbeitsverhältnisse geltende Vorschrift des § 620 Abs. 2 BGB bei unbefristeten Arbeitsverhältnissen aus. Die Unkündbarkeit ist deshalb als Ausnahmeregelung anzusehen, die auch nur auf ganz bestimmte Arbeitsverhältnisse begrenzt ist. Noch im Dezember 1954 ging das Bundesarbeitsgericht (BAG) davon aus, dass selbst eine „ständige betriebliche Übung“ auch eine ordentliche Unkündbarkeit der Arbeitnehmer begründen könne.
Die ordentliche Unkündbarkeit eines Beschäftigungsverhältnisses ist eine Form der Mitarbeiterbindung und wirkt faktisch wie eine Arbeitsplatz- oder Beschäftigungsgarantie. Die Unkündbarkeit kann für Arbeitnehmer einen sehr starken Anreiz darstellen, dessen Wirkung den Anreiz möglicher Gehaltssteigerungen durch Beförderung sogar noch übertrifft.
Vergleichbar mit der Unkündbarkeit eines Arbeitnehmers ist die Situation von Beamten, die in einem Beamtenverhältnis auf Lebenszeit stehen und die nur bei schweren Dienstvergehen entlassen werden können. Dabei gehen möglicherweise auch die Versorgungsansprüche verloren. Die Lebenszeitstellung des Beamten schließt die Möglichkeit der Versetzung in ein anderes Amt und die gehaltsmindernde zeitweilige oder endgültige Versetzung in den Ruhestand ein.
Die Unkündbarkeit und Versorgung auf Lebenszeit (Alimentation) soll vor willkürlicher Entlassung schützen.

## Geschichte
Die Lebenszeitstellung von Beamten geht historisch auf die Rechtsstellung des Richters in England zur Sicherung der Unabhängigkeit der Justiz („Unabsetzbarkeit des Richters“) entsprechend der Gewaltenteilungslehre zurück. Nur in den Ländern des Deutschen Bundes wurde Anfang des 19. Jahrhunderts dieses Prinzip auf die Beamtenschaft insgesamt übertragen. Der Beamtendienst sollte als Auszeichnung angesehen werden, die den Träger zu einer engagierten Dienstausübung motiviert. Dahinter stand ursprünglich das Bündnis zwischen vermögenslosem Bildungsbürgertum und Reformmonarchie gegen den Adel.
Das aus dem Fürstendienst der Einzelstaaten hervorgegangene Beamtentum führte als erste Berufsgruppe eine Unkündbarkeit ein. Zu Beginn des 17. Jahrhunderts verpflichtete sich der Bedienstete dem Lehnsherrn gegenüber auf privatrechtlicher Grundlage. Im Absolutismus wechselte die Rechtsgrundlage zum öffentlichen Recht und betonte die Unabhängigkeit des Beamtentums.
Unter König Friedrich Wilhelm I. entstand erstmals ein besonderes Beamtenethos. Treue (gegenüber dem Monarchen), Fleiß, Unbestechlichkeit, Pünktlichkeit und Sparsamkeit waren bereits damals die wichtigen „preußischen“ Tugenden. Das von ihm initiierte, aber erst durch Friedrich II. im Februar 1794 erlassene Allgemeine Preußische Landrecht galt als erste zusammenfassende gesetzliche Regelung des Beamtenrechts, die in Teil II Titel 10 das Kapitel „Von den Rechten und Pflichten der Diener des Staates“ beinhaltete. Hierin war erstmals der Staatsdienst als Lebensberuf vorgesehen.
In Bayern führte die „Haupt-Landespragmatik“ vom Januar 1805 das Beamtenrecht ein und verwandelte das Arbeitsverhältnis erstmals in ein öffentlich-rechtliches Dienstverhältnis, das ab Mai 1808 die Inamovibilität (Unabsetzbarkeit der Beamten und Richter) vorsah. Das badische Dieneredikt vom Januar 1819 schrieb den Beamten Unkündbarkeit zu, auch Sachsen garantierte seinen Beamten im März 1835 die Unkündbarkeit. Mit dem Zivilversorgungsschein konnten sich Berufssoldaten der preußischen Gendarmerie in den unteren Dienstgraden zum Ende ihrer Militärlaufbahn seit Juni 1871 in der staatlichen preußischen Verwaltung – etwa im Schuldienst oder bei Postämtern – bewerben und konnten damit eine Weiterbeschäftigung im öffentlichen Dienst antreten. Im November 1918 drohte Friedrich Ebert mit der Ablösung der Beamten, was in der Bürokratie eine Furcht vor dem Verlust der Unkündbarkeit auslöste. Die Weimarer Reichsverfassung vom August 1919 führte erstmals für Beamte die Anstellung auf Lebenszeit, Ruhegehalt und Hinterbliebenenversorgung und die Staatshaftung bei Amtspflichtverletzung ein.
In den USA hat sich die Unkündbarkeit (englisch life tenure status) der Bundesbeamten zwischen 1890 und 1914 durchgesetzt. Das dortige Berufsbeamtentum zeichnet sich durch professionelle Rekrutierung, Aufstiegs- und Karrieremuster und praktische Unkündbarkeit aus. Die in der öffentlichen Verwaltung (englisch civil service) Beschäftigten erhalten einen Arbeitsvertrag ohne zeitliche Begrenzung, der jedoch nach Erlöschen der übertragenen Aufgaben endet. Der privilegierte Status der Unkündbarkeit von Hochschullehrern (englisch tenure) soll als Tenure-Track der Bewahrung der akademischen Freiheit dienen. Auch ernannte Bundesrichter sind unkündbar. In Griechenland verloren Beamte mit dem Tod oder der Abdankung des Monarchen ihre Stellung.
Am 23. Februar 1934 hob eine Verordnung der Reichsregierung die Unkündbarkeit auf Reichs-, Länder- und Gemeindeebene auf, sie wurde durch das Grundgesetz im Mai 1949 wieder eingeführt (Art. 33 Abs. 5 GG; hergebrachte Grundsätze des Berufsbeamtentums). Eines der wesentlichsten Lebensrisiken im Sozialstaat ist das der Arbeitslosigkeit, der die DDR ab April 1950 mit dem Recht auf Arbeit eine faktische Unkündbarkeit entgegensetzte, die sämtliche Arbeitsverhältnisse erfasste. Sie galt nur dann nicht, wenn sich jemand der „Verletzung staatsbürgerlicher Pflichten“ oder der „sozialistischen Moral“ schuldig machte. Ansonsten kannte die DDR keine Beamten, sondern lediglich Arbeiter und Angestellte des öffentlichen Dienstes.

## Rechtsfragen
Eine absolute Unkündbarkeit gibt es in Deutschland nicht, denn aus der Definition ist zu entnehmen, dass für den Arbeitnehmer weiterhin eine ordentliche oder außerordentliche Kündigung möglich ist und der Arbeitgeber noch die Möglichkeit der außerordentlichen Kündigung gemäß § 626 BGB aus wichtigem Grund besitzt. Dem „unkündbaren“ Mitarbeiter kann mithin aus in seiner Person oder in seinem Verhalten liegenden wichtigen Gründen fristlos gekündigt werden. Selbst wenn die ordentliche Unkündbarkeit eines Arbeitnehmers dazu führt, dass eine außerordentliche fristlose Kündigung nicht gerechtfertigt ist, bleibt noch die Möglichkeit einer außerordentlichen Kündigung mit Auslauffrist, die einer ordentlichen Kündigungsfrist entspricht. Bei dauernder Unkündbarkeit wird eine Kündigungsfrist von 18 Monaten unterstellt, bei zeitweiliger Unkündbarkeit – etwa aufgrund Zugehörigkeit zum Betriebsrat – soll die Kündigungsfrist maßgebend sein, die der Arbeitgeber ohne den besonderen Kündigungsschutz einzuhalten hätte. Eine unzulässige ordentliche Kündigung kann aber nicht gemäß § 140 BGB in eine außerordentliche befristete Kündigung umgedeutet werden.

### Sachliche Unkündbarkeit
Eine derartige „relative“ Unkündbarkeit kann sich aus Gesetz, Tarifvertrag, Betriebsvereinbarung (z. B. Sozialplan) oder Arbeitsvertrag ergeben. Eine gesetzliche Regelung findet sich in § 15 Abs. 3 Teilzeit- und Befristungsgesetz, wonach die ordentliche Kündigung eines befristeten Arbeitsverhältnisses für den Arbeitgeber und den Arbeitnehmer ausgeschlossen ist, soweit eine Kündigungsmöglichkeit nicht vereinbart worden ist. Beamte können nur unter erschwerten Bedingungen aus ihrer Stellung entfernt werden (Entlassung, Verlust der Beamtenrechte, Entfernung aus dem Beamtenverhältnis nach den Disziplinargesetzen oder Eintritt oder Versetzung in den Ruhestand), nicht aber durch Kündigung (§ 21 Beamtenstatusgesetz).
Unkündbarkeitsregelungen sind vor allem im öffentlichen Dienst anzutreffen. Die ordentliche Unkündbarkeit stellt ein wesentliches Element des Kündigungsschutzes im öffentlichen Dienst dar und beginnt mit Vollendung eines bestimmten Lebensalters und Erreichen eines bestimmten Dienstalters. Hier können nach § 34 Abs. 2 TVöD Arbeitsverhältnisse von Beschäftigten, die das 40. Lebensjahr vollendet haben, nach einer Beschäftigungszeit von mehr als 15 Jahren durch denselben Arbeitgeber nur aus einem wichtigen Grund gekündigt werden. Beide Voraussetzungen müssen gleichzeitig erfüllt sein. Zwar sind bei einem Arbeitgeberwechsel innerhalb des öffentlichen Dienstes vorherige Beschäftigungszeiten anzurechnen, nicht jedoch im Falle der ordentlichen Unkündbarkeit. Wechselt jemand innerhalb des öffentlichen Dienstes den Arbeitgeber, wird nach diesem Urteil die Beschäftigungszeit beim vorherigen Arbeitgeber hinsichtlich der Unkündbarkeit nicht berücksichtigt. Im Rahmen der wichtigen Gründe kann nach der ständigen Rechtsprechung des BAG aufgrund tarifvertraglicher Vorschriften eine außerordentliche Kündigung aus wichtigem Grund bei Krankheit in Betracht kommen, und zwar bei Langzeiterkrankungen oder häufigen Kurzerkrankungen.
Im Falle eines „sinnentleerten Arbeitsverhältnisses“ (Orlando-Kündigung), bei dem der Arbeitgeber dem Arbeitnehmer auf „unabsehbare Dauer“ Arbeitsentgelt fortzahlen müsste, ohne ihn beschäftigen zu können, ist eine außerordentliche betriebsbedingte Kündigung durch den Arbeitgeber möglich. Das trifft auf Fälle zu, wo dem Arbeitgeber Unternehmerfreiheit zugesprochen wird und hierdurch Tätigkeiten wegfallen (etwa Personalabbau durch Outsourcing). Zuvor muss der Arbeitgeber jedoch alle Möglichkeiten ausgeschöpft haben, um eine Beendigungskündigung zu vermeiden; notfalls ist auch ein Arbeitsplatz mit schlechterer Vergütung anzubieten oder ein in absehbarer Zeit durch Fluktuation frei werdender Arbeitsplatz. Der Arbeitgeber kann sogar gehalten sein, eine Weiterbeschäftigung bei anderen öffentlichen Arbeitgebern durch einen Personalgestellungsvertrag auszuschöpfen.

### Unkündbarkeit aus persönlichen Gründen
Die – zeitweilige – Unkündbarkeit kann sich aus einer bestimmten Funktion ergeben und gilt nur solange, wie jemand diese Funktion ausübt. Persönlich ausgeschlossen (Sonderkündigungsschutz) ist eine Kündigung etwa bei Abgeordneten (Art. 48 Abs. 2 GG), Vertrauenspersonen der Schwerbehinderten (§ 179 Abs. 3 SGB IX), Immissionsschutzbeauftragten (§ 58 Abs. 2 BImSchG), Datenschutzbeauftragte öffentlicher Stellen (§ 6 Abs. 4 BDSG), Auszubildenden nach Ablauf der Probezeit (§ 22 Abs. 2 BBiG), zum Wehrdienst eingezogenen Personen (§ 2 ArbPlSchG), Zivildienstleistenden (§ 78 Abs. 1 Nr. 1 ZivildienstG) und Mitgliedern des Betriebsrats, der Jugend- und Auszubildendenvertretung (§ 15 Abs. 1 KSchG), Mutterschutz und Elternschaft (§ 17 Abs. 1 MuSchG, § 18 Abs. 1 BEEG) oder während der Pflegezeit (§ 5 Abs. 1 PflegeZG).

### Arbeitnehmerstatus
Die tarifliche Unkündbarkeit kann jeden Arbeitnehmerstatus erfassen, gleichgültig, ob jemand Arbeiter oder Angestellter ist. Im öffentlichen Dienst wurde mit dem Inkrafttreten des TVöD und des Tarifvertrag für den öffentlichen Dienst der Länder (TV-L) im Oktober 2005 die Unterscheidung zwischen Angestellten und Arbeitern abgeschafft. Beide Gruppen werden jetzt einheitlich als Beschäftigte bezeichnet. Der Arbeitnehmer muss sich in einem Kündigungsschutzprozess ausdrücklich auf die tarifliche oder vertragliche Unkündbarkeit berufen.

## Wirtschaftliche Bedeutung
Es wird argumentiert, dass durch die Unkündbarkeit im öffentlichen Dienst die Beschäftigten ihre Unabhängigkeit vor ungerechtfertigten politischen Eingriffen und ihre Unparteilichkeit sicherstellen können. Die in der Unkündbarkeit liegende Beschäftigungsgarantie vermindert die betriebliche oder behördliche Flexibilität auf dem Arbeitsmarkt und verursacht bei den Arbeitgebern Personalkosten, die sich in Rezessionen als Kostenremanenz negativ auf den Gewinn auswirken. Die Unternehmen müssen unkündbares Personal vorhalten, das im Extremfall unbeschäftigt ist und deshalb Leerkosten verursacht. Derartige Beschäftigungsgarantien sind in den Arbeitsentgelten eingepreist, so dass unkündbare Arbeitsverhältnisse im Regelfall ein niedrigeres Gehaltsniveau aufweisen als frei kündbare. Je höher mithin das Arbeitsplatzrisiko, umso höher ist im Normalfall die Entlohnung. Oft diskutiert wird die angeblich geringere Leistungsbereitschaft oder Arbeitsproduktivität unkündbarer Arbeitskräfte im Zusammenhang mit dem zugrunde liegenden Moral Hazard.
Eine wesentliche Ursache für die früheren hohen Verluste der Deutschen Bundesbahn bildete die aus der Unkündbarkeit resultierende Beschäftigungsgarantie, denn etwa die Hälfte der Bahnbediensteten hatte 1979 Beamtenstatus, die übrigen Arbeitnehmer unterlagen ebenfalls der Unkündbarkeit. Das galt repräsentativ für alle ehemaligen Parafisci und den gesamten öffentlichen Dienst. Die Staatstreue der Staatsbediensteten wird mit dem Gegenwert von Unkündbarkeit des Arbeitsverhältnisses belohnt. Die lebenslange Beschäftigungsgarantie hängt auch unmittelbar mit der Insolvenzunfähigkeit der öffentlichen Unternehmen und öffentlichen Verwaltung zusammen. Die lebenslange Beschäftigungsgarantie hat zweifellos einen unbestimmten, aber hohen monetären Wert.

## International
In der Schweiz und Österreich hat es gravierende Änderungen bei der Unkündbarkeit gegeben. Die Schweizer Bundesbeamten sind seit März 2000 aufgrund des Bundespersonalgesetzes (BPG) mit wenigen Ausnahmen (etwa der Bundesrichter) Angestellte des öffentlichen Rechts, ihr Arbeitgeber besitzt ein ordentliches Kündigungsrecht aus betrieblichen oder wirtschaftlichen Gründen (Art. 10 BPG). In Österreich heißt die Verbeamtung Pragmatisierung, die begünstigten Arbeitskräfte sind „definitiv“ gestellt (also unkündbar). Seit September 2004 sind nur noch bestimmte Berufsgruppen „definitiv“ gestellt, etwa Richter, Polizisten, Bundeslehrer oder Landesbeamte.
Die Niederlande, Schweden und Großbritannien haben die Unkündbarkeit ihrer Professoren abgeschafft. In Brasilien verabschiedete der Kongress im Februar 1998 eine Verwaltungsreform, die erstmals eine Flexibilisierung der Unkündbarkeit und eine Kappungsgrenze für Bundesbeamte einführte.